# Колински, Мечислав
Мечислав Колински (англ. Mieczyslaw Kolinski; 5 сентября 1901, Варшава — 8 мая 1981, Торонто) — немецкий, затем американский и канадский композитор, музыковед

.

## Биография
Учился игре на фортепиано в Гамбурге, дебютировал с Ольденбургским филармоническим оркестром в 1919 году, исполнив Первый фортепианный концерт П. И. Чайковского. Затем в 1923—1926 гг. совершенствовался в Берлинской высшей школе музыки под руководством Леонида Крейцера (фортепиано) и Павла Юона (композиция), одновременно изучая музыковедение в Берлинском университете у Эриха фон Хорнбостеля, Германа Аберта, Арнольда Шеринга и др. В 1926—1933 гг. работал помощником Хорнбостеля в Государственном фонографическом архиве, собирал и исследовал записи музыкального фольклора в Баварии и Судетах. В 1930 г. защитил диссертацию «Музыка примитивных племён Малакки и её связи с самоанской музыкой» (нем. Die Musik der Primitivstämme auf Malaka und ihre Beziehungen zur samoanischen Musik).
После прихода к власти в Германии нацистов Колински перебрался в Прагу, в середине 1930-х гг. вместе с Ф. Боасом и М. Херсковицем собирал и исследовал музыкальный фольклор в Того и Дагомее, Суринаме, на Гаити. Как композитор Колински написал в этот период музыку для балета «Фантазия скорого поезда» (нем. Expresszug-Phantasie), поставленного в 1935 году в Зальцбурге. Годом позже вышла теоретическая монография Колински «Консонанс как основа для новой теории аккорда» (нем. Konsonanz als Grundlage einer neuen Akkordlehre).
В 1938 году Колински вынужден был, спасаясь от нацистов, покинуть и Прагу и с помощью художника Фрица ван ден Берге обосновался в Брюсселе, позднее женившись на дочери художника Эдит. Во время Второй мировой войны и немецкой оккупации Бельгии вынужден был скрываться.
В 1951 году эмигрировал в США. Продолжая занятия этномузыковедением, в 1955 г. стал одним из соучредителей (а в 1958—1959 гг. — президентом) Этномузыковедческого общества, в 1961—1965 гг. редактировал издание «Studies in Ethnomusicology». В 1959 г. вместе с гобоисткой Лоис Уонн записал как пианист свою Дагомейскую сюиту для гобоя и фортепиано, основанную на ранее записанных им в Дагомее народных мелодиях. Работал также в области музыкотерапии с ветеранами Второй мировой войны.
С 1966 г. жил и работал в Канаде, до 1976 г. профессор Торонтского университета. С 1974 г. гражданин Канады.